# Parafia Niepokalanego Poczęcia Najświętszej Maryi Panny w Dziśnie
Parafia Niepokalanego Poczęcia Najświętszej Maryi Panny w Dziśnie (biał. Парафія Беззаганнага Зачацця Найсвяцейшай Панны Марыі y Дзісну) – parafia rzymskokatolicka w Dziśnie. Należy do dekanatu miorskiego diecezji witebskiej. Powstała w XVI w., znajduje się 44 km od Mior, siedziby dekanatu.

## Historia

### XVI–XVIII w.
W 1583 roku stanął tu kościół parafialny z fundacji króla (w 1582 r.) Stefana Batorego, który powierzył nad nim opiekę jezuitom z Połocka. W 1630 roku ziemianin z Połocczyzny, Krzysztof Małkiewicz-Chiałczowski zaprosił do Dzisnej franciszkanów, ufundował dla nich klasztor z kościołem i dzwonnicą. Były to budynki z drewna, wzniesione nad brzegiem Dźwiny. Później podarował im majątek Klimowszczyzna. W 1744 r. teren parafii obejmował miejscowości: Dzisna, Horki, Hołomyśl, Podźwinie, Wianuza, Doroszkowicze, Kamionka, Bardziłowicze, Pohost, Tabołki, Czmiony, Ostry koniec, Borkowicze, Ziabki, Dziernowicze, Zabiały, Ostrow, Kotowicze, Ist, Cwiecino, Ostrowno, Jazno, Kuryłowicze, Paciacin, Prudzianki, Uście. W 1772 r. w klasztorze mieszkało 5 kapłanów zakonnych i 2 braci laików. W 1773 r. na miejscu drewnianego kościoła franciszkanie wybudowali nowy kościół w stylu barokowym pod wezwaniem Niepokalanego Poczęcia Najświętszej Maryi Panny. Murowana świątynia o wymiarach 35 x 16 m miała ściany o grubości 1,5 m. 

### XIX w.
W 1818 r. wybudowano również murowany klasztor. Po upadku powstania listopadowego, w 1831 r. (wg innych źródeł w 1833 r.) kościół został zamknięty, a zakonnicy zmuszeni do opuszczenia miasta. Z powodu trudności w przebudowie świątyni na prawosławną, w 1839 r. przekazano ją katolickiej diecezji mińskiej. W 1851 r. została konsekrowana przez biskupa wileńskiego Wacława Żylińskiego. W 1860 r. parafia liczyła ok. 4000 wiernych i posiadała kilka innych świątyń: 4 filie: Ponizof, Prosiłkowicze, Czerepy, Peresław; 5 kaplice: Zaucie, Kotowicze, Użmiony, Rużmionty, Dorożkiewicze. Kościół znacznie ucierpiał podczas pożaru w 1882 r., jednak w następnym roku został odbudowany dzięki ks. Piotrowi Walickiemu i przez niego poświęcony. 

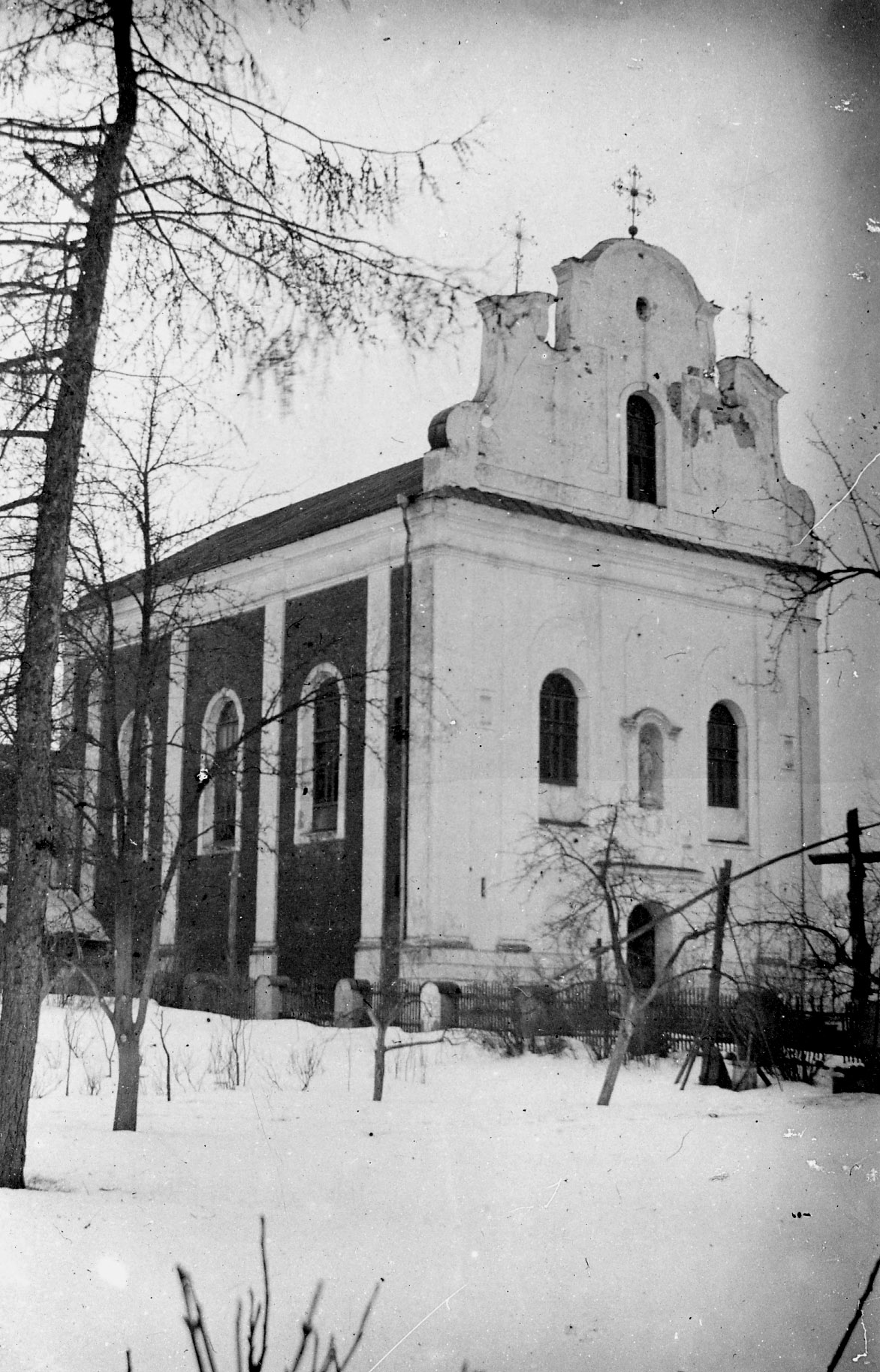
Kościół w 1936 r.

### XX w.
Po licznych zamknięciach świątyń katolickich przez władze carskie, w 1910 r. (już po ukazie tolerancyjnym z 1905 r.) odnowiono duszpasterstwo w pozostałych kaplicach na terenie miejscowości: Prosiłkowicze, Czerepy (d. filia), Zaucie, Uźmiony, Kotowicze, Rużmonty. Kościół nie ucierpiał podczas I wojny światowej. W dwudziestoleciu międzywojennym parafia należała do dekanatu głębockiego w archidiecezji wileńskiej. W 1938 r. kościół ponownie przejęli franciszkanie, ale rok później, po agresji Armii Czerwonej na Polskę, ich praca duszpasterska została przerwana, a ks. Walerian Michno aresztowany przez NKWD i wywieziony. Z początkiem lipca 1941 r., kiedy wojska niemieckie doszły nad Dźwinę i przechodził tędy front, spłonęła plebania, dzwonnica i dach kościoła. Po zakończeniu II wojny światowej katolicy mieszkający w mieście chcieli odbudować świątynię, ale nie pozwoliły na to władze komunistyczne. W 1958 r. żołnierze Armii Czerwonej wysadzili kościół w powietrze razem z grobami, które znajdowały się w podziemiach. Według miejscowych uczyniono tak, aby nie drażnić wodza rewolucji Włodzimierza Lenina, którego pomnik znajdował się niedaleko kościoła. Ocalały jedynie trzy ściany budynku, wschodnia, frontowa ściana została zburzona. W następnych latach w kościele znajdowało się miejskie wysypisko śmieci i strzelnica milicji. 

### XXI w.
Od 1991 r. do Dzisny przyjeżdżali ks. Robert Krzywicki, ks. Kazimierz Okuszko z Prozoroków, ks. Władysław Pietrajtis, ks. Aleh Butkiewicz, ks. Paweł Samsonow z Mior. 
W 2003 r. (wg innych źródeł w latach 80. XX w.) z funduszy polskiej parafii do południowej ściany budynku, w miejscu dawnej zakrystii, dobudowano przybudówkę z przeznaczeniem na kaplicę. Odbywały się w niej nabożeństwa w niedziele i święta. 12 listopada 2005 roku parafię odwiedził arcybiskup częstochowski ks. Stanisław Nowak. W 2006 r. Austria zaoferowała pomoc finansową w odbudowie kościoła, którą rozpoczęto w maju 2007 r. W 2012 r. został pokryty dachem. Budynek znajdował się na liście historyczno-kulturalnych zabytków Białorusi. Wówczas 25% kosztów odbudowy kościoła poniosłyby władze białoruskie. Aby to nie nastąpiło, obiekt skreślono z listy. 
Na cmentarzu w latach 90. XX w. wybudowano na miejscu poprzedniej nową kaplicę.

## Proboszczowie parafii
| imię i nazwisko            | daty urzędowania |
| -------------------------- | ---------------- |
| ks. Piotr Walicki          |                  |
| ks. Walerian Michno        | – 1939           |
| ks. Hienadź Dobruk         | 2003 –           |
| ks. Aleksander Gryckiewicz |                  |
| ks. Wiaczesław Adamowicz   | – 2019           |
| ks. Andrzej Kulik          | 2019 –           |